# Acrophaea fasciata
Acrophaea fasciata är en insektsart som beskrevs av Melichar 1902. Acrophaea fasciata ingår i släktet Acrophaea och familjen Flatidae. Inga underarter finns listade i Catalogue of Life.